# Салвадор Гордо
Салвадор Гордо (порт. Salvador Gordo; Плимут, 7. јануар 2003) анголски је пливач чија специјалност су трке делфин стилом на 100 и 200 метара. 

## Спортска каријера
Гордо је пливањем почео да се бави доста рано, још као тинејџер, наступајући за екупу Plymouth Leander из истоименог енглеског града.
На међународној сцени као члан репрезентације Анголе дебитовао је на светском првенству у корејском Квангџуу 2019. где се такмичио у четири дисциплине. У појединачним тркама је остварио пласмане на 46. место на 200 делфин и 62. место на 100 делфин, а пливао је и у штафетама 4×100 мешовито (27) и 4×100 слободно микс (29. место). 